# Mehmetalan, Özalp
Mehmetalan là một xã thuộc thành phố Özalp, tỉnh Van, Thổ Nhĩ Kỳ. Dân số thời điểm năm 2011 là 520 người.